# 透明梦柯冰川
透明梦柯冰川，又名老虎沟12号冰川，位于甘肃省肃北县石包城乡祁连山脈西北段大雪山内的山谷冰川，为祁连山地区已知山谷冰川中最大的一座，该冰川长约10.1千米，面积达到21.9平方千米，最早于1959年被中国科学院高山冰川研究站的研究人员发现。